# Williamsburg, Kentucky
Williamsburg är administrativ huvudort i Whitley County i Kentucky. Orten har fått sitt namn efter militären William Whitley. Enligt 2010 års folkräkning hade Williamsburg 5 245 invånare.